# Mejorada
Mejorada è un comune spagnolo di 1 294 abitanti situato nella comunità autonoma di Castiglia-La Mancia.